# 尖犁头鳐属
尖犁头鳐属（学名：Rhynchobatus）是圆犁头鳐科的一个属，发现于热带印度-太平洋海域，只有Rhynchobatus luebberti分布于大西洋东部。其中最大的种长度可达3（9.8英尺）。

## 下属物种
该属共有9个种：
- 澳洲龍紋鱝 Rhynchobatus australiae Whitley, 1939：又稱澳洲尖犁頭鰩。
- 庫克氏龍紋鱝 Rhynchobatus cooki Last, Kyne & Compagno, 2016 ：又稱庫克氏尖犁頭鰩。
- 吉打龍紋鱝 Rhynchobatus djiddensis (Forsskål, 1775) ：又稱及达尖犁头鳐。
- 無斑龍紋鱝 Rhynchobatus immaculatus Last, Ho & Chen, 2013 ：又稱無斑尖犁頭鰩。
- 光滑龍紋鱝 Rhynchobatus laevis (Bloch & Schneider, 1801)：又稱光滑尖犁頭鰩。
- 利氏龍紋鱝 Rhynchobatus luebberti Ehrenbaum, 1915：又稱利氏尖犁頭鰩。
- 妖怪龍紋鱝 Rhynchobatus mononoke Koeda, Itou, Yamada & Motomura, 2020：又稱妖怪尖犁頭鰩。
- 瞬眼龍紋鱝 Rhynchobatus palpebratus Compagno & Last, 2008：又稱瞬眼尖犁頭鰩。
- 斯氏龍紋鱝 Rhynchobatus springeri Compagno & Last, 2010：又稱斯氏尖犁頭鰩。